# 生仁城
生仁城（なまにじょう）は、信濃国埴科郡（現長野県千曲市生萱）にあった日本の城（山城）。別名唐崎山城、藤崎山城。

## 概要
当初は生仁氏が、戦国期には雨宮氏が拠城とし、藤崎氏も拠城としたとされる。
元中4年/嘉慶元年（1387年）村上頼国は小笠原清順、高梨朝高、長沼太郎らと善光寺（横山城？）に兵を挙げて守護の斯波義種に反抗した。5月には平柴の守護所を攻めて漆田原（長野市中御所・長野駅付近）で戦い、8月には守護代の二宮氏泰が篭城した横山城を攻めて激戦の末陥落させた。そして敗走する守護方の市河氏らを追撃して、この生仁城を攻める合戦に至っている。
応永10年（1403年）、細川兵庫助慈忠が幕府の代官として善光寺横山に入った。大塔合戦以来幕府は信濃の直接統治に乗り出しての措置と考えられる。しかし村上氏や大井光矩、井上光頼、小笠原為経、高梨経頼、伴野氏らがこれに従わず、段の原（長野市篠ノ井段の原）で抵抗している。ここ生仁城や塩崎城でも幕府軍は村上満信らとの合戦に臨んで敗走させた。翌年12月には所領の実態究明に強く抵抗する高梨左馬助とも合戦に及んで高梨方の桐原館（長野市桐原）や若槻城（長野市若槻）を攻略し、下芋河、替佐、蓮、東条（高井郡）を転戦した。市河氏貞は幕府軍に属して戦い、ここ生仁城での攻城戦では重傷を負った。
この山城の麓直下には雨宮の渡し跡がある。そこは第4次川中島の戦いの折に上杉勢が妻女山に布陣したとの報を受けて甲斐から6日をかけて駆けつけた武田信玄が最初に抑えて上杉勢を封じようとしたとされる渡し場である。その後武田勢が移動し、集結した海津城から立ち上る炊煙の変化から翌日に武田勢の攻撃があると察知した上杉謙信が夜陰に紛れて妻女山を下り、そこから秘かに千曲川を渡河したとされる逸話は余りにも有名である。
雨宮の渡しは横田河原の戦いや大塔合戦でも争奪の地であったとされている。度重なる攻防戦はこの山城が古来から要衝雨宮の渡しを制する重要な城砦であった証左であろう。
登山路の整備は十分でないが土塁や堀切、曲輪跡等の遺構がある。麓にあったとされる生仁館や雨宮館と一体をなしての城郭と考えられている。